# Colorado Springs
Colorado Springs é uma cidade norte-americana, localizada no estado do Colorado, no condado de El Paso, do qual é sede. Foi fundada em 1871 pelo General William Palmer e incorporada em 19 de junho de 1886.
Com quase 479 mil habitantes, de acordo com o censo nacional de 2020, é a segunda cidade mais populosa do estado, atrás de Denver, e a 40ª mais populosa do país. Pouco mais de 8% da população total do Colorado vive em Colorado Springs.

## Geografia
De acordo com o Departamento do Censo dos Estados Unidos, a cidade tem uma área de 507 km², dos quais 506,1 km² estão cobertos por terra e 0,9 km² (0,2%) por água. Está localizada entre duas das mais famosas montanhas do país, as Pikes Peak e as Montanhas Rochosas.

## Demografia
Desde 1900, o crescimento populacional médio, a cada dez anos, é de 31,8%.

### Censo 2020
De acordo com o censo nacional de 2020, a sua população é de 478 961 habitantes e sua densidade populacional é de 946,4 hab/km². Seu crescimento populacional na última década foi de 15,0%, próximo do crescimento estadual de 14,8%. É a segunda cidade mais populosa do estado e a 40ª mais populosa do país.
Possui 200 855 residências que resulta em uma densidade de 396,9 residências/km² e um aumento de 11,8% em relação ao censo anterior. Deste total, 5,3% das unidades habitacionais estão desocupadas. A média de ocupação é de 2,5 pessoas por residência.

### Censo 2010
Segundo o censo nacional de 2010, a sua população era de 416 427 habitantes e sua densidade populacional era de 823 hab/km². Possuía 179 607 residências, que resultava em uma densidade de 356,5 residências/km².

## Marcos históricos
O Registro Nacional de Lugares Históricos lista 70 marcos históricos em Colorado Springs. O primeiro marco foi designado em 15 de outubro de 1966 e o mais recente em 1 de maio de 2017. Existe apenas um Marco Histórico Nacional na cidade, o Pico Pikes, designado em 4 de julho de 1961.

## Cidades-irmãs
Cidades-irmãs é uma iniciativa do Núcleo das Relações Internacionais, que busca a integração entre a cidade e demais municípios nacionais e estrangeiros. A integração entre os municípios é firmada por meio de convênios de cooperação, que têm o objetivo de assegurar a manutenção da paz entre os povos, baseada na fraternidade, felicidade, amizade e respeito recíproco entre as nações. Oficialmente, Colorado Springs tem como Cidade-irmã:
- Palmas, Tocantins, Brasil